# Faloai
Faloai (Falo Ai, Falahai, Faluai) ist eine osttimoresische Aldeia im Suco Leohito (Verwaltungsamt Balibo, Gemeinde Bobonaro). 2015 lebten in der Aldeia 338 Menschen.

## Geographie
Faloai liegt im Südosten des Sucos Leohito. Westlich befindet sich die Aldeia Rai Ulun, nördlich die Aldeia Mohak und östlich die Aldeia Ferik Katuas. Im Süden bildet der Talau die Grenze zu Indonesien.
Durch das Zentrum führt die einzige nennenswerte Straße des Sucos. Sie verbindet die Orte der Aldeia  mit den Nachbar-Aldeias und der Außenwelt, darunter die Siedlungen Faloai (Besakren) im Osten und Nuren im Zentrum. Zum Fluss hin sinkt das Land unter 500 m. Jedoch erhebt sich zwischen Straße und Fluss der Berg Fatulakiki (Lage) mit 557 m. Nördlich der Straße steigt das Land an zum Nualain (Lage) mit 605 m, der mehr ein Abhang als ein Berg ist, bei dem nördlich das Land nahezu auf der gleichen Höhe bleibt.

## Politik
2023 wurde Mariano Barreto Domingos zum Chefe de Aldeia gewählt.